# Montereale
Montereale község (comune) Olaszország Abruzzo régiójában, L’Aquila megyében.

## Fekvése
A megye északnyugati részén fekszik, az Aterno völgyében. Határai: Amatrice, Barete, Borbona, Cagnano Amiterno, Campotosto, Capitignano, Cittareale, Pizzoli és Posta.

## Története
Első írásos említése a 12. századból származik. A következő századokban nemesi birtok volt. Hosszú ideig a Farnese család birtoka volt. Önállóságát a 19. század elején nyerte el, amikor a Nápolyi Királyságban felszámolták a feudalizmust. Középkori épületeinek nagy része az 1703-as földrengésben pusztult el.

## Népessége
A népesség számának alakulása:

## Főbb látnivalói
- Palazzo Farnese
- Santa Maria Intra Moenia-templom
- Santa Maria in Pantanis-templom
- Santa Maria della Neve-templom
- Beato Andrea-templom